# Puutermaa
Puutermaa är en ö i Finland. Den ligger i Bottenhavet och i kommunen Pyhäranta i den ekonomiska regionen  Nystadsregionen i landskapet Egentliga Finland, i den sydvästra delen av landet. Ön ligger omkring 76 kilometer nordväst om Åbo och omkring 210 kilometer väster om Helsingfors.
Öns area är 2 hektar och dess största längd är 270 meter i nord-sydlig riktning. I omgivningarna runt Puutermaa växer i huvudsak barrskog.